# Brigitte Meier-Hussing
Brigitte Meier-Hussing ist eine deutsche Historikerin. Von 2002 bis 2014 war sie stellvertretendes nicht berufsrichterliches Mitglied des Verfassungsgerichtshofs Rheinland-Pfalz.

## Beruflicher Werdegang
Brigitte Meier-Hussings historische Forschungen und Veröffentlichungen untersuchen regionalgeschichtliche Themen aus Rheinland-Pfalz.
Im November 1998 wurde die Historikerin vom Ältestenrat des Landtags für die Wahl als stellvertretendes nicht berufsrichterliches Mitglied des Verfassungsgerichtshofs Rheinland-Pfalz vorgeschlagen, aber nicht gewählt. 2002 wurde sie erneut für das Amt vorgeschlagen und diesmal gewählt. Mit Wirkung vom 24. November 2008 wurde sie vom Landtag einstimmig wiedergewählt. Ihre Amtszeit endete am 3. November 2014.

## Privates
Brigitte Meier-Hussing lebt in Lollschied.

## Publikationen (Auswahl)
- Krieg, Besatzung und Zerstörung (1914 - 1945). In: Stadt Nastätten (Hrsg.), Nastätten – Geschichte und Gegenwart, Nastätten 1992, S. 135–137
- Jüdisches Leben in Nastätten und Miehlen in der Zeit von 1933 bis 1945. In: SACHOR – Beiträge zur jüdischen Geschichte und zur Gedenkstättenarbeit in Rheinland-Pfalz, 7. Jg., Heft 13 (1/1997), S. 19–23
- Das Volksbegehren von 1956 zur Rückgliederung des Regierungsbezirks Montabaur. In: Nassauische Annalen 111. Wiesbaden 2000, S. 457–469.